# Грейбулл
Грейбулл (англ. Greybull) — місто (англ. town) в США, в окрузі Біг-Горн штату Вайомінг. Населення — 1651 особа (2020).

## Географія
Грейбулл розташований за координатами 44°29′24″ пн. ш. 108°3′54″ зх. д. / 44.49000° пн. ш. 108.06500° зх. д. (44.490118, -108.065035). За даними Бюро перепису населення США в 2010 році місто мало площу 4,72 км², з яких 4,70 км² — суходіл та 0,02 км² — водойми.

## Демографія
Згідно з переписом 2010 року, у місті мешкало 1847 осіб у 778 домогосподарствах у складі 488 родин. Густота населення становила 391 особа/км². Було 879 помешкань (186/км²).
Расовий склад населення:
| - 92,9 % — білих - 1,1 % — корінних американців - 0,4 % — чорних або афроамериканців - 0,2 % — азіатів - 0,1 % — вихідців з тихоокеанських островів - 4,5 % — осіб інших рас |

До двох чи більше рас належало 0,9 %. Частка іспаномовних становила 10,7 % від усіх жителів.
За віковим діапазоном населення розподілялося таким чином: 25,5 % — особи молодші 18 років, 59,2 % — особи у віці 18—64 років, 15,3 % — особи у віці 65 років та старші. Медіана віку мешканця становила 40,1 року. На 100 осіб жіночої статі у місті припадало 103,6 чоловіків; на 100 жінок у віці від 18 років та старших — 107,2 чоловіків також старших 18 років.
Середній дохід на одне домашнє господарство становив 53 919 доларів США (медіана — 46 193), а середній дохід на одну сім'ю — 62 541 долар (медіана — 55 536). Медіана доходів становила 47 639 доларів для чоловіків та 27 130 доларів для жінок. За межею бідності перебувало 13,4 % осіб, у тому числі 17,6 % дітей у віці до 18 років та 3,4 % осіб у віці 65 років та старших.
Цивільне працевлаштоване населення становило 904 особи. Основні галузі зайнятості: освіта, охорона здоров'я та соціальна допомога — 21,1 %, роздрібна торгівля — 14,8 %, сільське господарство, лісництво, риболовля — 14,8 %.
За даними перепису 2000 року,
на території муніципалітету мешкало 1815 людей, було 781 садиб та 500 сімей.
Густота населення становила 393,7 осіб/км². Було 923 житлових будинків.
З 781 садиб у 28,6 % проживали діти до 18 років, подружніх пар, що мешкали разом, було 51,7 %,
садиб, у яких господиня не мала чоловіка — 7,6 %, садиб без сім'ї — 35,9 %.
Власники 32,0 % садиб мали вік, що перевищував 65 років, а в 14,5 % садиб принаймні одна людина була старшою за 65 років.
Кількість людей у середньому на садибу становила 2,32, а в середньому на родину 2,92.
Середній річний дохід на садибу становив 29 674 доларів США, а на родину — 36 964 доларів США.
Чоловіки мали дохід 29 063 доларів, жінки — 17 500 доларів.
Дохід на душу населення був 15 383 доларів.
Приблизно 12,0 % родин та 14,7 % населення жили за межею бідності.
Серед них осіб до 18 років було 22,1 %, і понад 65 років — 12,5 %.
Середній вік населення становив 40 років.